# 溴化铒
溴化铒是一种无机化合物，化学式为ErBr3。它可由氧化铒和溴化铵加热反应制得，其六水合物可从氢溴酸酸化的溴化铒溶液中结晶得到。它和溴化锂在高温反应，得到Li3ErBr6。